# مارک نویهودیس
مارک نویهودیس (به آلمانی: Markt Neuhodis) یک منطقهٔ مسکونی در اتریش است که در ناحیه اوبروارت واقع شده‌است. مارک نویهودیس ۷۰۲ نفر جمعیت دارد.